# Аварія на Диканівських очисних спорудах
Аварія на Диканівських очисних спорудах — аварія, що відбулась 29 червня 1995 року на внаслідок затоплення Диканівських очисних споруд. Призвела до витоку стічних вод у річки та, як наслідок, припинення водопостачання Харкова приблизно на місяць. Під загрозою був не лише Харків, але Донецька та Ростовська області, які отримують воду з Сіверського Дінця.

## Хронологія
Події відбувались 29 червня 1995 року.
- Після полудня у Харкові почалася сильна злива[1] . Були затоплені вулиці, підтоплена Салтівська лінія метро. Серед іншого були затоплені Диканівські очисні споруди КП «Харківводоканал».
- О 17.10 зупинилося функціонування центрального каналізаційного колектора внаслідок затоплення насосів[2] . Внаслідок цього стічні води потрапили у річку Уди, яка є притоком Сіверського Дінця. Внаслідок забруднення було припинене постачання питної води[1] .

Протягом зливи випало до 90 мм опадів.

## Ліквідація
Витік стічних вод та відсутність чистої питної води створили загрозу епідемії холери. Місцевою владою було організовано обмежене водопостачання для населення та організацій, зокрема лікарень у автоцистернах.
Допомогу у ліквідації аварії надали декілька міжнародних організацій включно з НАТО.
З метою унеможливлення повторення аналогічних ситуацій було побудовано другу гілку каналізаційного колектора та замінено насоси на нові. Ліквідація наслідків тривала 10 років та обійшлася у 140 млн гривень .